# Jaszałta
Jaszałta (ros. Яшалта) – wieś w Rosji, w Kałmucji, ośrodek administracyjny rejonu jaszałtyńskiego. W 2010 liczyła 4716 mieszkańców.